# Academia Tubaronense de Letras
A Academia Tubaronense de Letras (Acatul) é uma sociedade cultural civil sem fins lucrativos e a entidade literária máxima da cidade de Tubarão, no estado de Santa Catarina. Foi fundada em 29 de agosto de 2000, e exerce o papel no apoio e cultivo das letras.
Foi criada por iniciativa de um grupo de escritores tubaronenses ou residentes no município para divulgar a produção literária através da poesia e da prosa. Os acadêmicos se reúnem uma vez por mês para discutir os projetos da entidade e trocar informações sobre a produção individual de cada um.
Desde a sua fundação a Acatul é bastante ativa, participando de eventos culturais no município, inclusive nas escolas, incentivando a leitura e a escrita junto às crianças.
Presidida pela acadêmica Miryan Maier Nunes, a instituição conta com os seguintes acadêmicos: Mário Tadeu Caporal, José Henrique de Souza, Ângela Martorano Kuerten, Jussara Bittencourt de Sá, Edgar Nunes, Miguelito Savagé F. Costa, José Warmuth Teixeira, Miguel Fernandes Alves, Pedro Antônio Corrêa, José Ribamar L. da Silva, Geraldo de Souza Brasil, Lourença Cargnin D'Alascio, Lindomar Cardoso Tournier, Camila de Patta, José Paulo Garcia, Gilmar Corrêa, Alberto Cargnin, Maria Felomena S. Espíndola, Lédio Rosa de Andrade, Raimundo Guizoni, Alexandre de Bittencourt Garcia, Vívian Mara Silva Garcia, Murilo Tadeu Medeiros, Arary Cardozo Bittencourt, Maciel Brognoli, Amaline Mussi, Irmoto Feuerschuette e Marilene da Rosa Lapolli.